# Gerolzhofen
Gerolzhofen település Németországban, azon belül Bajorországban. Lakosainak száma 6966 fő (2023. december 31.).
Magyar vonatkozása: az ezerhétszázas években két hullámban a török alól felszabadult, elnéptelenedett Békés vármegyei területekre nagy számban települtek gerolzhofeni földművesek, ennek emlékére Gerolzhofen testvérvárosa Elek (település).

## Népesség
A település népessége az elmúlt években az alábbi módon változott:
| Lakosok száma | 2055 | 4910 | 6150 | 6346 | 6676 | 6788 | 6908 | 6899 | 6867 | 6966 |
|               | 1875 | 1950 | 1975 | 1987 | 2012 | 2014 | 2016 | 2017 | 2021 | 2023 |